# Alma Lundberg
Alma Viktoria Lundberg, född Lundgren 13 juni 1885 i Arvidsjaurs församling, Norrbottens län, död 11 april 1925 i Arvidsjaurs kyrkobokföringsdistrikt, Norrbottens län, var en svensk rösträttsaktivist. Hon var verksam i kampanjen för införandet av kvinnlig rösträtt i Sverige, och ordförande för Föreningen för kvinnans politiska rösträtt i Arvidsjaur 1918–1921.